# Còmmode (família)
Còmmode (en llatí Commodus) era el nom de família dels Ceionis sota els emperadors.
Els seus personatges principals van ser: 
- Luci Ceioni Còmmode, cònsol romà.
- Ceioni Còmmode, pare de Luci Aureli Ver Cèsar (Lucius Aurelius Verus Caesar)
- Luci Ceioni Còmmode conegut com a Luci Aureli Ver Cèsar (Lucius Aurelius Verus Caesar) va ser cèsar romà
- Luci Ceioni Còmmode, emperador romà amb el nom de Luci Aureli Ver.
- Còmmode, emperador romà[2]